# Abbaye de Cerreto
Le présent article porte sur l'abbaye. Pour la municipalité italienne, voir l'article Abbadia Cerreto.
L’abbaye de Cerreto est une ancienne abbaye, bénédictine puis cistercienne, située dans la province de Lodi (Lombardie, Italie). Fondée en 1084 par les bénédictins, elle devient cistercienne en s'affiliant à Chiaravalle Milanese en 1135. Elle disparaît après la Campagne d'Italie.

## Historique

### Fondation
En 1084 (les moines ayant retenu la date du 6 décembre), Benno di Cassino donne aux bénédictins une terre afin qu'ils y bâtissent un établissement. Celui-ci, simple prieuré, s'émancipe rapidement et devient une abbaye autonome dès 1087. Les moines y entreprennent de grands travaux d'assainissement des terres environnantes.

### Changement de communauté
Les bénédictins prennent fait et cause pour Anaclet II contre Innocent II lors du schisme. L'évêque de Lodi, Guido, qui a accompagné Bernard de Clairvaux au Concile de Pise, décide en conséquence de remplacer la communauté, et de faire venir des cisterciens à la place des bénédictins. innocent II, qui approuve naturellement ce changement de communauté, charge le 18 novembre 1139 Brunone, abbé de Chiaravalle Milanese, de mettre en œuvre ce changement en prenant Cerreto sous sa responsabilité. La date précise du changement de communauté fait l'objet de débats entre historiens, certains évoquant la date (retenue par Leopold Janauschek) du 29 septembre 1135, d'autres celle de 1136, s'appuyant notamment sur les chartes de fondation,.

### Commende, changement d'affiliation et restaurations
En 1439, l'abbaye, ayant subi de nombreux dégâts lors des guerres des XIIIe et XIVe siècles, tombe sous le régime de la commende. Son premier commendataire est Jules de Médicis, le futur Clément VII. En 1481, pour lutter contre le déclin du monastère, la communauté s'affilie à la congrégation cistercienne italienne.
Au XVIe siècle, l'un des abbés commendataires, le cardinal Girolamo Recanati Capodiferro, fait restaurer les bâtiments conventuels ; Federico Cesi fait quant à lui restaurer l'église.

### Fermeture
Le 19 juin 1798, l'abbaye est fermée et l'abbatiale devient église paroissiale.

## Architecture

### Église abbatiale

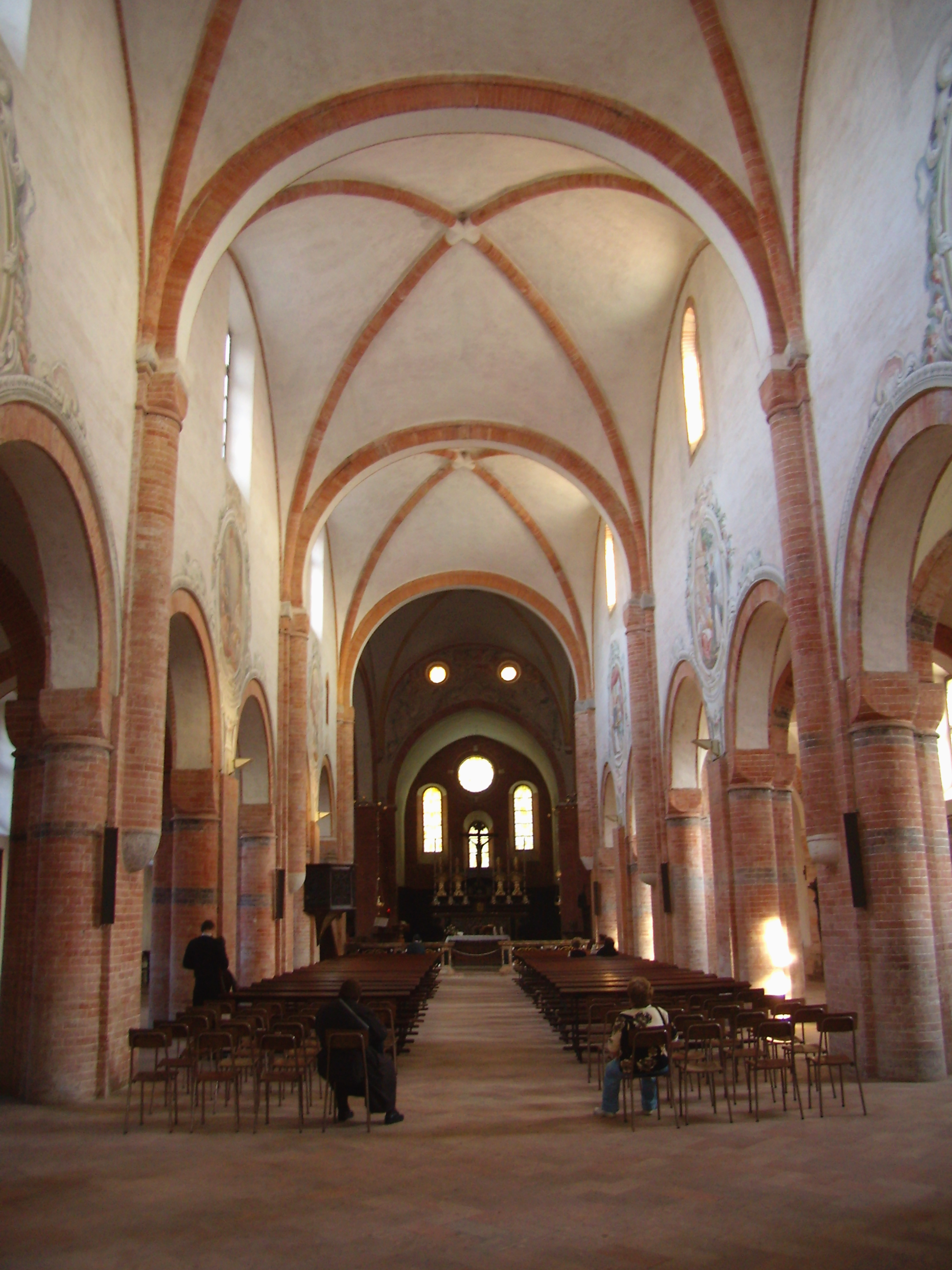
La nef de l'église abbatiale.

L'église abbatiale mêle un style roman et gothique de brique, s'inspirant en cela beaucoup de son abbaye-mère milanaise. Elle est très probablement postérieure à 1160-1170, ce qui se justifie par l'architecture gothique importée de France, qu'on trouve notamment dans le chœur. Néanmoins, l'église comprend une forte proportion d'éléments locaux : piliers massifs de même style que ceux de Chiaravalle della Colomba, parement de brique en façade, chapiteaux cubiques aux angles arrondis, arcades en plein cintre le long de la nef,.

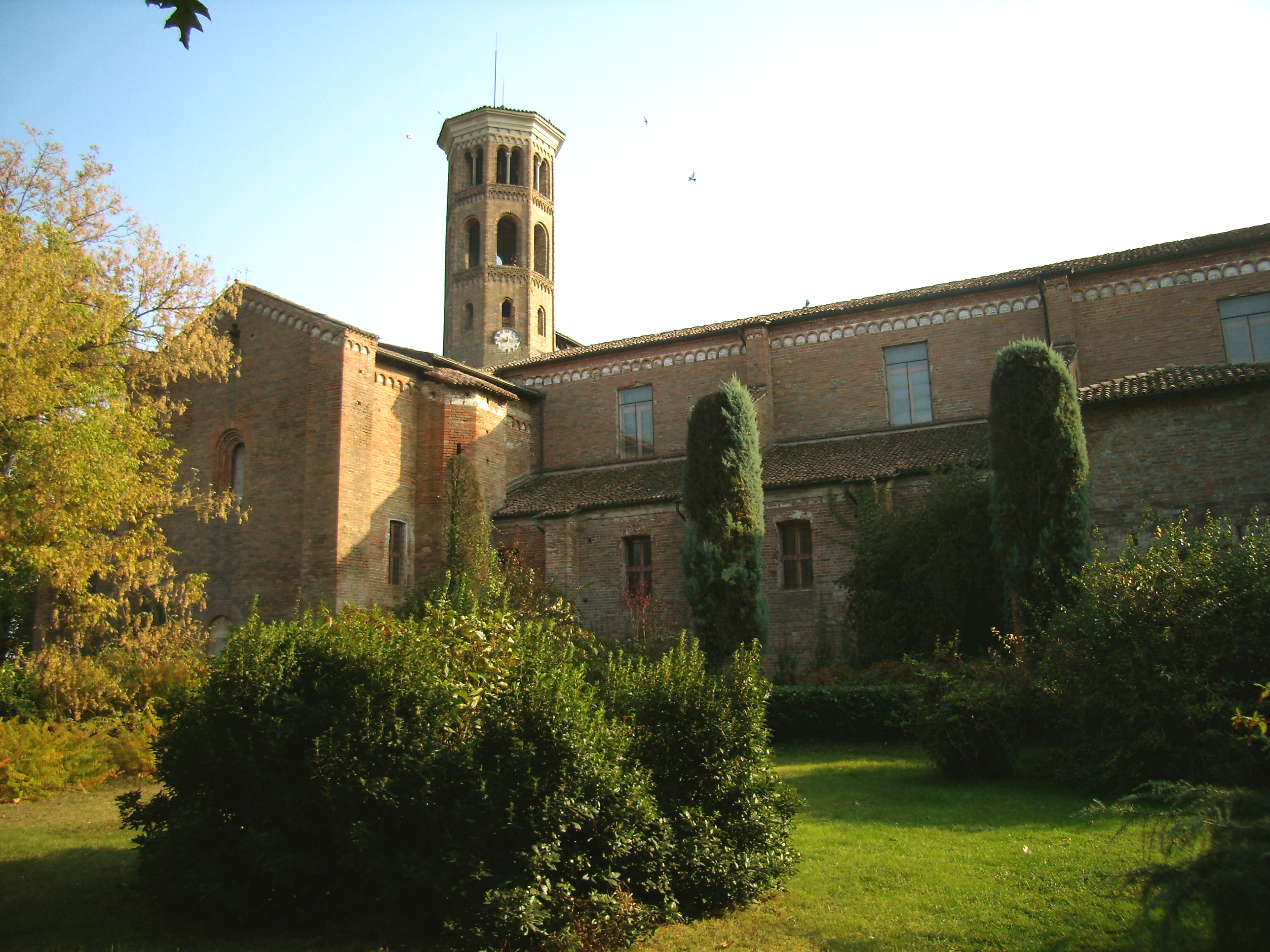
Le côté septentrional (gauche) de l'abbatiale, avec le clocher-campanile à la croisée du transept.

Le plan de l'édifice est de type basilical à trois nefs, longues de quatre doubles travées. Les restaurations du XVIe siècle ont rehaussé l'édifice.